# Tatarfalk
Tatarfalk (Falco cherrug) är näst jaktfalken världens största falk. Arten är hotad, främst på grund av habitatförstöring och handel med ägg och ungar för falkenering.

## Utseende
Tatarfalken är 47–55 centimeter lång, med ett vingspann på 105-129 centimeter. Den är något slankare än jaktfalken, men skiljs bäst från denna (och från den likaledes snarlika slagfalken) på dräktdetaljerna med bland annat kombinationen brun rygg, ljust huvud med vitaktigt ögonbrynsstreck, mörka byxor och undergump samt längsfläckad (ej tvärfläckad) undertill.

## Utbredning och systematik
Tatarfalk häckar i Östeuropa och Asien, så långt österut som till Manchuriet i Kina. Den är framförallt en flyttfågel förutom i de allra sydligaste häckningsområdena. Den övervintrar så långt som till nordöstra Afrika, på Arabiska halvön, nordvästra Indien, och centrala Kina. Arten påträffas sällsynt utanför sitt utbredningsområde men observationer kan vara svårbedömda eftersom det finns förrymda falkenerarfalkar och även hybrider med andra stora falkar. Exempelvis har den påträffats i Sverige ett flertal tillfällen, varav de flesta har bedömts med säkerhet och sex fynd troligen utgöra rymlingar.
Tatarfalken delas upp i fyra underarter med följande utbredning:
- Falco cherrug cherrug – häckar från centrala Europa österut genom Ukraina och sydvästra Ryssland till sydcentrala Sibirien, norra Kazakstan, Mindre Asien och Iran; övervintrar från södra Europa och norra Afrika till sydvästra Asien
- Falco cherrug coatsi – slätter från Kaspiska havet till östra Uzbekistan och södra Kazakstan
- Falco cherrug hendersoni – Pamir österut till Tibetanska platån
- Falco cherrug milvipes – häckar från centrala Tien Shan och Altaj till södra Transbajkal och Mongoliet samt norra och centrala Kina; övervintrar från Iran österut till Nepal, norra Indien samt södra och östra Kina, inklusive Tibet

## Ekologi

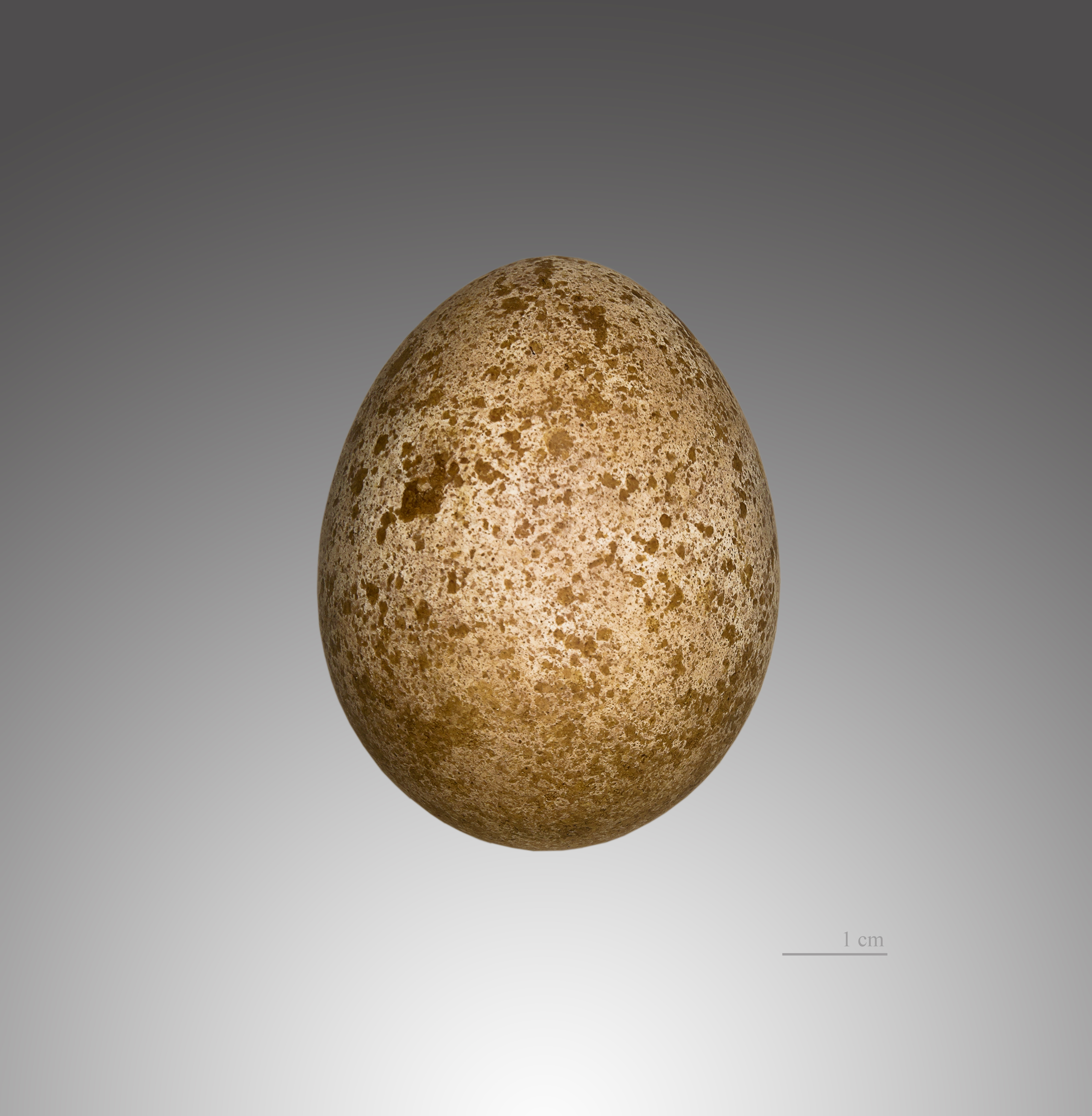
Ägg av tatarfalk. Boplundring är ett av de stora hoten mot arten.

Flykten är mindre aggressiv än hos mer flygskickliga falkar. Den fångar vanligen sitt byte in horisontell flykt, ej i dykning. Den föredrar öppen mark med ett fåtal träd, som halvöken, stäpp, jordbruksområden och arida bergsområden. I vissa områden påträffas den till och med i urbana miljöer.
Tatarfalken lägger tre till fem ägg i ett övergivet bo i ett träd eller på en klipphylla. Födan består till största delen av gnagare som sislar och sorkar. I mindre utsträckning fångar tatarfalken fåglar.

## Hot och status
Tatarfalken kategoriseras sedan 2012 som starkt hotad (EN) av internationella naturvårdsunionen IUCN. I Europa utgörs det främsta hotet av habitatförstöring men i resten av dess utbredningsområde är det främst handeln med ägg och ungar för falkenering som utgör det största hotat. Ett annat hot, som också är en effekt av falkenering, är att förrymda hybridfalkar häckar med vilda tatarfalkar. Världspopulationen uppskattas till 12.200-29.800 vuxna individer.

## I kulturen
Tatarfalken är nationalfågel i både Ungern och Mongoliet.